# あさパラS
『あさパラS』（あさパラエス）は、読売テレビで2021年4月3日から2025年3月29日まで生放送されていた情報バラエティ番組。放送時間は土曜日9:25 - 10:30（JST）。

## 概要
2021年3月27日まで25年間にわたって放送された『あさパラ!』の後続番組およびリニューアル版として放送開始。司会はハイヒールと平松翔馬（読売テレビアナウンサー）が前番組から続役して担当する。ただし平松はリニューアルから3ヵ月後の2021年6月26日の出演を以て番組を卒業した。
「S」は"Strong"と"Sharp"からとられている。
放送時間は前番組と同様に土曜日9:25 - 10:30だが、前番組と同じ体制で月1回のペースで11:25までの2時間拡大放送を行うことがある。また、初回についても9:25 - 11:25の放送となった。また、前番組を放送終了時点で同時ネットしていた中京テレビと広島テレビも後続番組扱いで引き続きネットするが、中京テレビでは11月27日までは、キー局・日本テレビ制作の『ゼロイチ』を放送していたため、制作局での拡大放送時は10:30飛び降りになっていた。その後も中京テレビや四国放送では、不定期で拡大放送時に10:30飛び降りとして、自主編成を編成することがあるが、広島テレビでは、自社制作特別番組により全編休止とすることがある一方、10:30での飛び降りを行っていない。また、2024年4月にネットを開始した山口放送は2時間拡大時も原則フルネットで放送していた。
2025年3月29日の放送をもって終了。前番組から通算して29年の歴史に幕を閉じ、加えて次番組は日本テレビ制作の『一茂×かまいたち ゲンバ』を遅れネットで放送する事となり、読売テレビはこの時間帯における番組制作から撤退する事となった。

## 出演者

### 司会
- ハイヒール（ハイヒールリンゴ、ハイヒールモモコ）

### アシスタント
- 平松翔馬（読売テレビアナウンサー、2018年4月7日 - 2021年6月26日） - 前作『あさパラ!』から継続して出演。
- 岩原大起（読売テレビアナウンサー、2019年11月16日 - 2024年6月1日） -  前作から引き続き平松の代役として出演しており、平松降板後の2021年7月からは正式後任となる。2024年6月初めに制作局への人事異動に伴い降板。
- 大野晃佳（読売テレビアナウンサー、2024年6月8日 - 2025年3月29日） -  岩原の後任として現在出演中。

### パネリスト
以下のメンバーから週替わり出演。
- 桂南光
- ヤナギブソン
- 福田充徳（チュートリアル）
- 吉田敬（ブラックマヨネーズ）
- 藤崎マーケット（田崎佑一、トキ）
- アインシュタイン（稲田直樹、河井ゆずる）
- 小島健（Aぇ! group）
- 福本大晴（Aぇ! group）※2023年12月退所

- 佐野晶哉（Aぇ! group）
- 小柴陸（AmBitious）※2023年6月より活動休止中のため番組にも出演していない

- 真弓孟之 （AmBitious)
- 岡佑吏(AmBitious)
- 高岡達之（読売テレビ報道局解説委員長）
- 中野雅至（神戸学院大学教授）
- 足立基浩（和歌山大学教授）
- 丸田佳奈（産婦人科医師）

- 川合俊一（バレーボール解説者、日本ビーチバレーボール連盟会長）※最終回のみ出演
- 小籔千豊 ※最終回のみ出演

#### 若手芸人枠
- 紅しょうが
- エルフ
- ビスケットブラザーズ
- 天才ピアニスト
- 爛々
- チェリー大作戦

## スタッフ

### 現在のスタッフ
2025年2月15日時点
- ディレクター：藤木康彰（ティーヴィーフリークス）【毎週】、浦井章亘・粟津陽介・秋元優志・中屋敷亮・伊藤隆洋・小坂龍太郎・佐野明里（読売テレビ）、丸本晃大、田中希、岡崎雅哉・濱洲拓矢（東通企画）、浮田景子（D:COMPLEX、以前はJワークス）、馬本京、増田沙弓【週替り】
- 構成：上田信彦、近藤悦子、曽我部充夏、東京コウ塀、田中孝晃、森本雄矢、平野友介（平野→以前は週替り）、櫻井ひとみ
- 技術：河戸将克
- TD：松本学、松下英男（松下→以前はVEのみ）【週替り】
- SW：岩崎寛、松本学（岩崎・松本→以前はCAMのみ、岩崎→以前はCAMのみ►SWOrCAM）、石田和也【週替り】
- CAM：南出絵里(理)、宮崎良昭、土肥俊之、黒田賢治、岡大輔、五十嵐剛、浦上茂樹、脇阪祐司、石田和也、大徳隆一、佐々木健太、川野修治（岡・五十嵐・佐々木→一時離脱）【週替り】
- MIX：小川要輔、後藤敬介、辰野雄一、濱田浩平、藤本博樹、山崎多佳彦【週替り】
- VE：上田好一、綾井星太、松下英男、鈴木淳之、田渕敬昌、今中萌那（綾井・鈴木・田渕・今中→一時離脱）【週替り】
- AP：佐藤真衣（ダイメディア）
- TK：岡島美栄子
- 音効：中嶋香奈（以前は基本毎週）、村木綾（以前は不定期）【週替り】
- MA：池田拓実
- CG：濵地優、上田梨絵、吉本貴佳【週替り】
- LD：河戸将克
- 美術：箕田英二（2024年6月1日-）
- デザイン：狩谷穂波（2024年10月12日-、2024年10月5日は美術）
- 美術進行：荒川絵理（2022年4月2日-）
- 協力：Nextry、ハートス、つむら工芸、A.I.C、高津商会、東通企画、ティーヴィーフリークス、Switch、ダイメディア、ADEC、プランニングカンパニー柿本、EYES、MORE【毎週】、SWING、ルデ・プラス、マウス、クリーク・アンド・リバー社、ダイナリ、㈱どらごん、ディ・コンプレックス【週替り】
- 演出：中屋敷亮（読売テレビ、2023年7月15日-、以前は週替りディレクターのみ）
- プロデューサー：尾池亮介（読売テレビ、2024年6月8日-）、伊藤隆洋（読売テレビ、2023年7月22日-）
- チーフプロデューサー：新宅淳（読売テレビ、2023年7月1日-）
- 制作著作：読売テレビ

### 過去のスタッフ
- ディレクター：植村勇太・高橋史・伊藤愛・小早川泰飛・小池洋平・加藤崇・岸本至生（読売テレビ）、岡正明（メガバックス）、重谷綾梨（Nextry）、佐々木菜摘、溝根正人（Jワークス）【週替り】
- 構成：小林仁
- 技術：藤井義行、杉本麻也
- TD：四方武範、河喜多正悟（河喜多→以前はMIX►TDOrMIX）、濱田浩平、坂口裕一（坂口→以前はCAM►SW►SWOrCAM）
- CAM：助川主馬、杉村晃一、田向裕一郎、米沢和樹（米沢→一時離脱）、岡田英樹
- MIX：瀬戸秀文
- VE：菊地健、安部展弘、景川慶三（景川→一時離脱）
- MA：村中理子【基本毎週】、堀内孝太郎【週替り】
- CG：藤本恵利花、真辺竜哉
- LD：吉田勝、鷲津繋比古、窪内誠、廣江貞雄、窪田和弘（窪内→以前は技術、窪田→以前はLDのみ►技術）
- 美術：石田由（2021年4月3日-2024年6月1日）
- 美術進行：佐藤貴（2021年4月3日-6月26日）、能登谷奈津（2021年7月3日-2022年3月26日、8月からは週替り）、一丸絵美里（2021年8月21日・9月4日-2022年12月）
- 編集：長野達行（2021年8月21日のみ）
- グラフィック：坂本ゆかり（2021年8月21日のみ）
- 宣伝：北本ひかり（読売テレビ、2021年8月21日のみ）
- 編成：川口孝幸（読売テレビ、2021年8月21日のみ）
- 協力：日本海テレビ、ワイエスロケーション、鳥取県フィルムコミッション（2021年8月21日のみ）、グリーンアート【毎週】、メガバックス、光学堂、NX【週替り】
- 映像協力：ロイター
- プロデューサー：多賀規恵（読売テレビ、2021年4月3日-2022年1月8日）、花房政寿（読売テレビ、2021年10月2日-2023年6月24日）、西川義嗣（Nextry）、遠山正悠（Nextry、2021年6月5日-2023年7月1日、以前はディレクター、2021年5月まで読売テレビ）、佐藤学（読売テレビ、2023年7月1日-2024年6月1日）
- チーフプロデューサー：中西英行（読売テレビ2021年4月3日-2023年6月24日）

## ネット局

### 最終回までネットした局
| 放送地域   | 放送局            | 系列           | 放送時間          | 備考                      |
| ---------- | ----------------- | -------------- | ----------------- | ------------------------- |
| 近畿広域圏 | 読売テレビ（ytv） | 日本テレビ系列 | 土曜 9:25 - 10:30 | 【制作局】                |
| 広島県     | 広島テレビ（HTV） | 日本テレビ系列 | 土曜 9:25 - 10:30 |                           |
| 山口県     | 山口放送（KRY）   | 日本テレビ系列 | 土曜 9:25 - 10:30 | 2024年4月6日より放送開始  |
| 徳島県     | 四国放送（JRT）   | 日本テレビ系列 | 土曜 9:25 - 10:30 | 2022年10月1日より放送開始 |

### 途中で打ち切った局
| 放送地域   | 放送局            | 系列           | 放送期間                      | 備考                                      |
| ---------- | ----------------- | -------------- | ----------------------------- | ----------------------------------------- |
| 中京広域圏 | 中京テレビ（CTV） | 日本テレビ系列 | 2021年4月3日 - 2023年11月25日 | 不定期に1ヶ月ほどネットしない場合があった |